# Ed Crane
Edward Harrison Crane (ur. 15 sierpnia 1944 w Los Angeles) – polityk, współzałożyciel Cato Institute, którego był przewodniczącym do 1 października 2012.
W latach 70 był jednym z najaktywniejszych członków Partii Libertariańskiej. W okresie od 1974 do 1977 roku był jej przewodniczącym, w 1972 pomagał przy prawyborach Johna Hospersa, w 1978 zarządzał kampanią wyborczą Eda Clarka na gubernatora Stanu Kalifornia, a w 1980 pracował jako dyrektor ds. komunikacji w wyborach prezydenckich z ramienia komitetu wyborczego Partii Libertariańskiej, która wystawiła wtedy jako swoich kandydatów Clarka (na urząd prezydenta) i Davida Kocha (na urząd wiceprezydenta).
Żonaty z Kristin Knall Herbert, ma z nią z trójkę dzieci. Jest absolwentem trzech uniwersytetów: University of Redlands, Uniwersytet Kalifornijski w Berkeley oraz University of Southern California.

## Działalność w Cato Institute
W 1977 Crane, Charles Koch oraz Murray Rothbard utworzyli Cato Institute, think tank promujący idee libertariańskie.
Podczas kadencji Crane'a w instytucie, liczba personelu z 10 osób w momencie otwarcia w San Francisco, zwiększyła się do 127, a siedzibę przeniesiono do Waszyngtonu. Budżet natomiast, z 800 tys. USD zwiększył się do ponad 21 mln. USD. W 2012 Clark odszedł ze stanowiska przewodniczącego.